# ویهای
ویهای (به لاتین: Weihai) یک شهر مرکزی در جمهوری خلق چین است که در شاندونگ واقع شده است.

## خصوصیات
ویهای ۵٬۴۳۶ کیلومترمربع مساحت و ۲٬۸۰۴٬۸۰۰ نفر جمعیت دارد.

## خواهرخوانده
شهرهای سوچی، سنتا باربارا، کالیفرنیا، بیه لا و چلتنهام خواهرخوانده‌های ویهای هستند.